# Loasa nitida
Loasa nitida là một loài thực vật có hoa trong họ Loasaceae. Loài này được Desr. mô tả khoa học đầu tiên năm 1792.